# 側頭頭頂筋
側頭頭頂筋（そくとうとうちょうきん、英語: temporoparietalis muscle）は、人間の頭部の浅頭筋のうち、頭蓋周囲の頭蓋表筋に含まれる筋肉である。皮筋である。
前頭筋と耳介の間で、側頭部と頭頂部の帽状腱膜から起始し、耳介の上部、前部の皮膚（帽状腱膜外側縁）に停止する。作用はほとんど退化しており、用途はあまりない。一部は上耳介筋となっている。顔面神経側頭枝支配。

## 画像

側頭頭頂筋の位置。赤で示す